# Amnioinfusão
Amnioinfusão é um método obstétrico no qual um fluido isotônico é injetado na cavidade uterina.
O método foi inicialmente desenvolvido como um tratamento para corrigir os batimentos cardíacos fetais alterados pela compressão do cordão umbilical, indicado por checagens de cardiotocografia. Em casos severos de oligo-hidrâmnio, a amniofusão deve ser feita profilaticamente a fim de prevenir a compressão do cordão umbilical.
A técnica é, ainda, utilizada para reduzir o risco de síndrome de aspiração de mecônio. O Instituto Nacional de Saúde e de Excelência Clínica do Reino Unido (NICE) não recomenda o uso de amnioinfusão em mulheres cujo mecônio esteja presente no ao líquido amniótico.

## Complicações
As complicações associadas à amnioinfusão incluem corioamnionite, prolapso do cordão umbilical, parto prematuro ou prolongação gestacional. Há casos de embolia amniótica, mas a relação com a técnica ainda não foi demonstrada. É recomendado que a amnioinfusão seja realizada em centros médicos especializados em medicina fetal com a presença de uma equipe interdisciplinar.